# Гришам, Уолтер Квинтин
Уолтер Квинтин Гришам (англ. Walter Quintin Gresham; 17 марта 1832 — 28 мая 1895) — американский политик, 33-й государственный секретарь США, 35-й министр финансов США.

## Биография
Уолтер Гришам родился в Крендалле, Индиана, в семье полковника Уильяма Гришама и его жены Сары Дэвис. Гришам два года провёл в академии в Коридоне и год в университете Индианы в Блумингтоне. Затем он изучал право и в 1854 году был допущен к юридической практике в суде. На президентских выборах 1856 года Гришам принимал активное участие в качестве пресс-секретаря штаба Республиканской партии. В 1860 году был избран в качестве кандидата в Палату представителей от штата Индиана.
В 1861 году, с началом Гражданской войны, Гришам стал командиром 53-го пехотного полка. В 1862 году участвовал в осаде Виксбурга. В 1863 году, в связи с повышением, получает под командование федеральные войска в Натчезе, Миссисипи. В 1864 году командовал 17-м армейским корпусом, а в 1865 году Гришаму присваивают звание генерал-майора.
В 1884 и 1888 годах Гришам выдвигал свою кандидатуру на президентских выборах. В 1892 году президент Гровер Кливленд назначает Гришама на должность Госсекретаря. Этот пост он будет занимать вплоть до самой своей смерти 28 мая 1895 года. Похоронен Уолтер Гришам был на Арлингтонском национальном кладбище.